# День працівників прокуратури
День працівників прокуратури — професійне свято України. Відзначається щорічно 1 грудня.

## Історія свята
Свято встановлено в Україні «…ураховуючи визначну роль органів прокуратури України у зміцненні законності, захисті прав людини і громадянина, а також внесок працівників прокуратури у справу розбудови України як правової держави…» згідно з Указом Президента України «Про День працівників прокуратури» від 2 листопада 2000 року № 1190/2000.